# Sportwagen-Weltmeisterschaft 1986

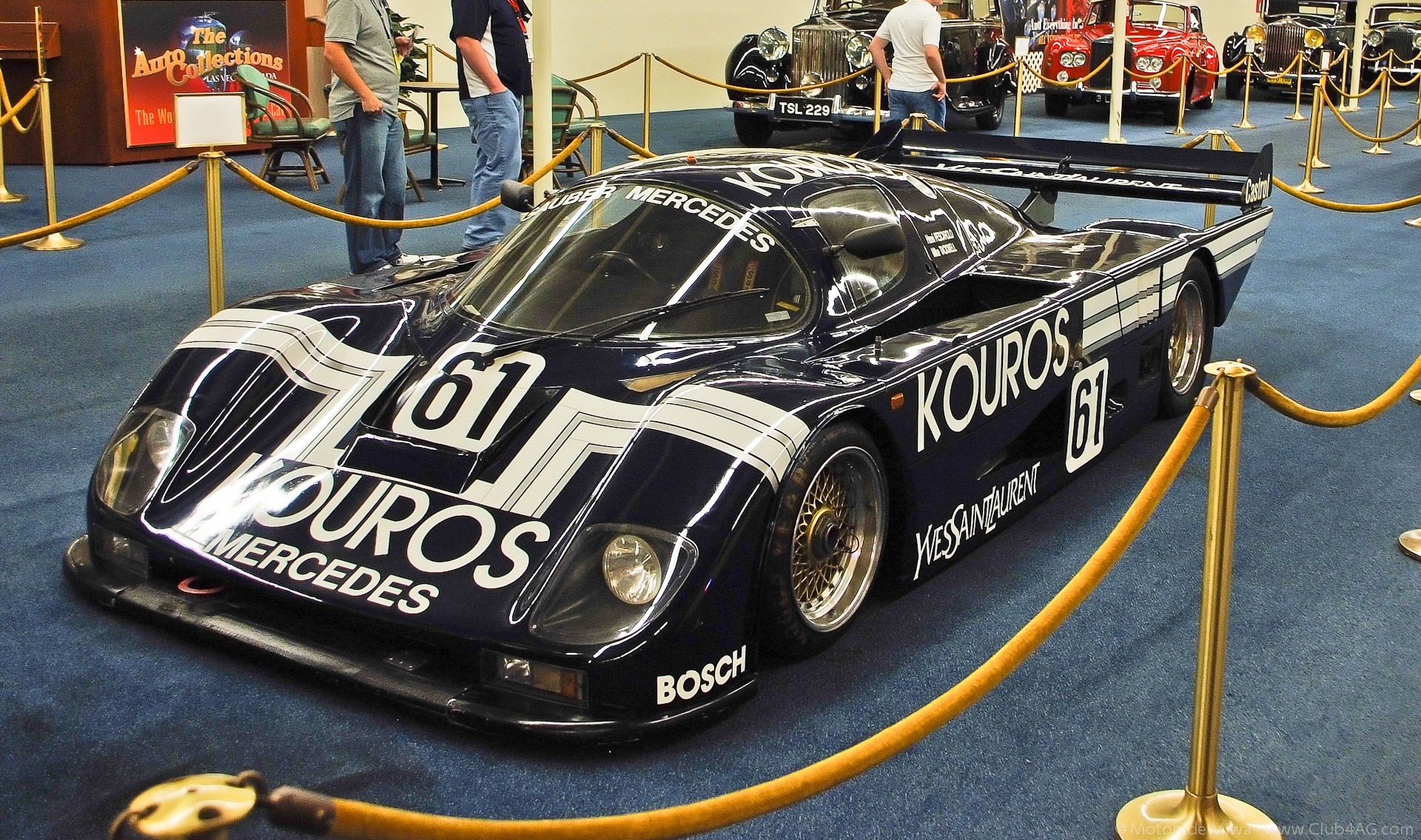
Sauber C8, Siegerwagen von Mike Thackwell und Henri Pescarolo beim 1000-km-Rennen auf dem Nürburgring

Die Sportwagen-Weltmeisterschaft 1986 war die 34. Saison dieser Meisterschaft. Sie begann am 20. April und endete am 5. Oktober.

## Meisterschaft
1986 ging die jahrelange Hegemonie der Porsche-Werksmannschaft in der Sportwagen-Weltmeisterschaft zu Ende. Zur Konkurrenz im eigenen Haus, die dem Werksteam durch die Rennmannschaften von Brun und Joest erwuchs, kamen neue, ebenfalls konkurrenzfähige Gruppe-C-Fahrzeuge an den Rennstrecken. Seit 1982 war Lancia mit dem LC2 der einzige Gegner gewesen, der gegen die Porsche-Modelle Porsche 956 und 962 Siege einfahren konnte. 1985 kamen mit dem Sauber C8 und dem Jaguar XJR-6 neue Mitspieler hinzu. Der Sauber C8 war der Nachfolger des erfolglosen C7, und der erste Sauber-Rennwagen mit einem Mercedes-Motor. Der Jaguar XJR-6, der schon 1985 sein Renndebüt gab, wurde bei Tom Walkinshaw entwickelt und von einem 6,5-Liter-V12-Motor angetrieben.
Seit dem Vorjahr gab es keine Herstellerwertung mehr in der Marken-Weltmeisterschaft. Weltmeister wurde das Rennteam mit den meisten Meisterschaftspunkten. Das verschärfte den Konkurrenzkampf der Porscheteams zusätzlich, den Brun am Ende des Jahres mit vier Punkten Vorsprung auf Joest für sich entschied. Dem Porscheteam blieben der prestigeträchtige Erfolg beim 24-Stunden-Rennen von Le Mans und der Fahrertitel. Jaguar und Sauber gelangen je ein Saisonsieg. Derek Warwick und Eddie Cheever siegten im XJR-6 beim Heimrennen in Silverstone und Sauber war beim verregneten 1000-km-Rennen auf dem Nürburgring erfolgreich.
Denkbar knapp endete die Fahrer-Weltmeisterschaft. Die beiden Porsche-Werkspiloten und Teampartner Derek Bell und Hans-Joachim Stuck erreichten mit 82 Zählern dieselbe Punktezahl in der Meisterschaft. Entscheidend für den Titel war deren Antreten beim 200-Meilen-Rennen von Nürnberg, einem Rennen ohne Fahrerwechsel. Derek Bell beendete das Rennen an der elften Stelle, während Stuck nur Fünfzehnter wurde. Obwohl es für beide Fahrer keine WM-Punkte gab (diese wurden nur unter den ersten zehn vergeben), reichte Bell der elfte Rang zum Titel. Mit nur einem Punkt Rückstand wurde Jaguar-Pilot Derek Warwick WM-Dritter.

## Rennkalender
| Nr. | Datum             | Rennname / Rennstrecke                                              | Team                            | Gesamtsieger                             | Fahrzeug        | Meisterschaft     |
| --- | ----------------- | ------------------------------------------------------------------- | ------------------------------- | ---------------------------------------- | --------------- | ----------------- |
| 1   | 20. April         | 360-km-Rennen von Monza (Autodromo Nazionale di Monza)              | Rothmans Porsche                | Hans-Joachim Stuck Derek Bell            | Porsche 962C    | Fahrer            |
| 2   | 4. Mai            | 1000-km-Rennen von Silverstone (Silverstone Circuit)                | Silk Cut Jaguar                 | Derek Warwick Eddie Cheever              | Jaguar XJR-6    | Marken und Fahrer |
| 3   | 31. Mai – 1. Juni | 24-Stunden-Rennen von Le Mans (Circuit des 24 Heures)               | Rothmans Porsche                | Hans-Joachim Stuck Derek Bell Al Holbert | Porsche 962C    | Marken und Fahrer |
| 4   | 29. Juni          | 200-Meilen-Rennen von Nürnberg (Norisring)                          | Blaupunkt-Joest Racing          | Klaus Ludwig                             | Porsche 956B    | Fahrer            |
| 5   | 20. Juli          | 1000-km-Rennen von Brands Hatch (Brands Hatch)                      | Liqui Moly Richard Lloyd Racing | Bob Wollek Mauro Baldi                   | Porsche 956 GTi | Fahrer            |
| 6   | 3. August         | 360-km-Rennen von Jerez (Circuito de Jerez)                         | Brun Motorsport                 | Oscar Larrauri Jesús Pareja              | Porsche 962C    | Fahrer            |
| 7   | 24. August        | 1000-km-Rennen auf dem Nürburgring (Nürburgring)                    | Kouros Racing Team              | Mike Thackwell Henri Pescarolo           | Sauber C8       | Marken und Fahrer |
| 8   | 15. September     | 1000-km-Rennen von Spa-Francorchamps (Circuit de Spa-Francorchamps) | Brun Motorsport                 | Thierry Boutsen Frank Jelinski           | Porsche 962C    | Marken und Fahrer |
| 9   | 5. Oktober        | 1000-km-Rennen von Fuji (Fuji Speedway)                             | Joest Racing                    | Paolo Barilla Piercarlo Ghinzani         | Porsche 956B    | Marken und Fahrer |

## Marken-Weltmeisterschaft für Rennteams

### Gesamtwertung
| Position | Team                    | Fahrzeug                  | 1  | 2  | 3  | 4  | 5  | Gesamt |
| -------- | ----------------------- | ------------------------- | -- | -- | -- | -- | -- | ------ |
| 1        | Brun Motorsport         | Porsche 956B Porsche 962C | 2  | 15 |    | 20 | 15 | 52     |
| 2        | Joest Racing            | Porsche 956B              | 6  | 12 |    | 10 | 20 | 48     |
| 3=       | TWR Silk Cut Jaguar     | Jaguar XJR-6              | 20 |    |    | 15 | 12 | 47     |
| 3=       | Rothmans Porsche        | Porsche 962C              | 15 | 20 |    | 12 |    | 47     |
| 5        | John Fitzpatrick Racing | Porsche 956B Porsche 962C | 8  | 10 | 12 |    |    | 30     |
| 6        | Kouros Racing Team      | Sauber C8                 | 3  |    | 20 | 6  |    | 29     |
| 7        | Richard Lloyd Racing    | Porsche 956 GTi           | 10 | 2  | 15 | 1  |    | 28     |
| 8        | Porsche Kremer Racing   | Porsche 956B Porsche 962C | 12 |    |    |    | 10 | 22     |
| 9        | Obermaier Racing        | Porsche 956B              |    | 8  | 10 |    |    | 18     |
| 10       | Ecurie Ecosse           | Ecosse C285 Ecosse C286   |    |    | 8  |    |    | 8      |
| 11=      | Porsche Ernst Schuster  | Porsche 936C              |    | 6  |    |    |    | 6      |
| 11=      | Gebhardt Motorsport     | Gebhardt JC853            |    |    | 6  |    |    | 6      |
| 11=      | Trust Racing Team       | Porsche 956               |    |    |    |    | 6  | 6      |
| 11=      | ADA Engineering         | Porsche 956               |    | 3  | 3  |    |    | 6      |
| 15=      | Porsche AG              | Porsche 961               |    | 4  |    |    |    | 4      |
| 15=      | Spice Engineering       | Spice SE86C               |    |    | 4  |    |    | 4      |
| 17       | Advan Sports Nova       | Porsche 962C              |    |    |    |    | 3  | 3      |
| 18=      | Jens Winther            | URD C83                   |    |    | 2  |    |    | 2      |
| 18=      | Tom’s Toyota            | Tom’s 86C                 |    |    |    |    | 2  | 2      |
| 20=      | Hoshino Racing          | March 86S                 |    |    |    |    | 1  | 1      |
| 20=      | Cosmik Racing           | March 84G                 |    |    | 1  |    |    | 1      |

### FIA Cup für Gruppe-C2-Teams
| Position | Team                        | Fahrzeug                | 1  | 2  | 3  | 4  | 5  | Gesamt |
| -------- | --------------------------- | ----------------------- | -- | -- | -- | -- | -- | ------ |
| 1        | Ecurie Ecosse               | Ecosse C285 Ecosse C286 |    | 10 | 20 | 20 | 20 | 70     |
| 2        | Spice Engineering           | Spice SE86C             | 20 | 6  | 12 | 15 | 15 | 68     |
| 3        | ADA Engineering             | Gebhardt JC843          | 12 | 20 | 10 | 12 | 10 | 64     |
| 4        | Jens Winther                | URD C83                 | 10 | 15 | 8  | 10 |    | 43     |
| 5=       | Kelmar Racing               | Tiga GC85               | 15 |    |    |    |    | 15     |
| 5=       | Gebhardt Motorsport         | Gebhardt JC853          |    |    | 15 |    |    | 15     |
| 7        | Lucien Rossiaud             | Rondeau M379C           |    | 8  |    | 6  |    | 14     |
| 8=       | Automobiles Louis Descartes | ALD 02                  | 8  |    | 3  | 2  |    | 13     |
| 8=       | Roy Baker Racing            | Tiga GC285 Tiga GC286   |    |    | 4  | 3  | 6  | 13     |
| 10=      | WM Secateva                 | WM P85                  |    | 12 |    |    |    | 12     |
| 10=      | Martin Schanche Racing      | Argo JM19               |    |    |    |    | 12 | 12     |
| 12=      | Shizumatsu Racing           | Mazda 737C              |    |    |    |    | 8  | 8      |
| 12=      | John Bartlett Racing        | Bardon DB1              |    |    |    | 8  |    | 8      |
| 14=      | Simpson Engineering         | Simpson C286            | 6  |    |    |    |    | 6      |
| 14=      | Roland Bassaler             | Sauber SHS C6           |    |    | 6  |    |    | 6      |
| 16       | Chamberlain Engineering     | Tiga TS85               |    |    |    | 4  |    | 4      |

## Fahrer-Weltmeisterschaft

### Gesamtwertung
In dieser Tabelle werden die ersten 20 Positionen der Weltmeisterschaft erfasst. Die Punktevergabe erfolgte in der Reihenfolge: 20-15-12-10-8-6-4-3-2-1.
| Position | Fahrer               | Konstrukteur     | 1   | 2   | 3    | 4  | 5    | 6  | 7  | 8   | 9  | Gesamt |
| -------- | -------------------- | ---------------- | --- | --- | ---- | -- | ---- | -- | -- | --- | -- | ------ |
| 1        | Derek Bell           | Porsche          | 20  | 15  | 20   |    | 15   |    |    | 12  |    | 82     |
| 2        | Hans-Joachim Stuck   | Porsche          | 20  | 15  | 20   |    | 15   |    |    | 12  |    | 82     |
| 3        | Derek Warwick        | Jaguar           |     | 20  |      | 12 | 10   | 12 |    | 15  | 12 | 81     |
| 4        | Frank Jelinski       | Porsche Gebhardt |     | 2   |      | 10 | 12   | 15 |    | 20  | 15 | 74     |
| 5        | Eddie Cheever        | Jaguar           |     | 20  |      | 15 | 6    |    |    | 8   | 12 | 61     |
| 6        | Oscar Larrauri       | Porsche          | 10  | 1   | 15   |    |      | 20 |    |     | 4  | 50     |
| 7        | Paolo Barilla        | Porsche          |     | 6   |      |    | 8    |    |    | 10  | 20 | 44     |
| 8        | Thierry Boutsen      | Porsche          | 8   |     |      | 1  | 12   |    |    | 20  |    | 41     |
| 9        | Mauro Baldi          | Porsche          |     |     | 2    |    | 20   |    | 15 | 1   |    | 38     |
| 10=      | Jesús Pareja         | Porsche          | 10  | 1   | (15) |    |      | 20 |    |     | 4  | 35     |
| 10=      | Walter Brun          | Porsche          | 12  | 2   |      | 6  |      | 15 |    | (2) |    | 35     |
| 10=      | Jürgen Lässig        | Porsche          | (4) |     | 8    | 4  | 3    | 10 | 10 |     |    | 35     |
| 13       | Emilio de Villota    | Porsche          | 1   | 8   | 10   |    |      | 3  | 12 |     |    | 34     |
| 14=      | Klaus Ludwig         | Porsche          |     |     |      | 20 | (15) |    |    | 10  |    | 30     |
| 14=      | Bob Wollek           | Porsche          | 6   |     |      |    | 20   |    |    | 4   |    | 30     |
| 16       | Mike Thackwell       | Sauber           |     | 3   |      |    |      |    | 20 | 6   |    | 29     |
| 17=      | Klaus Niedzwiedz     | Porsche          | 3   | 10  |      |    |      | 15 |    |     |    | 28     |
| 17=      | Henri Pescarolo      | Sauber Porsche   | 2   | (3) |      |    |      |    | 20 | 6   |    | 28     |
| 19       | Fermín Vélez         | Porsche          | 1   | 8   | (10) |    |      | 3  | 12 |     |    | 24     |
| 20       | Jean-Louis Schlesser | Jaguar           |     | 4   |      |    | 10   |    |    | 8   |    | 22     |

### FIA Cup für Gruppe-C2-Fahrer
In dieser Tabelle werden die ersten 20 Positionen der Weltmeisterschaft erfasst.
| Position | Fahrer             | Konstrukteur     | 1  | 2    | 3  | 4  | 5  | 6  | 7  | 8  | 9  | Gesamt |
| -------- | ------------------ | ---------------- | -- | ---- | -- | -- | -- | -- | -- | -- | -- | ------ |
| 1=       | Gordon Spice       | Spice            | 15 | 20   | 6  |    | 12 | 20 | 12 | 15 | 15 | 99     |
| 1=       | Ray Bellm          | Spice            | 15 | 20   | 6  |    | 12 | 20 | 12 | 15 | 15 | 99     |
| 3        | Ray Mallock        | Ecosse           |    |      |    |    | 20 |    | 20 | 20 | 20 | 80     |
| 4=       | Evan Clements      | Gebhardt         |    | 12   | 20 |    |    | 15 | 10 | 12 | 10 | 79     |
| 4=       | Ian Harrower       | Gebhardt         |    | 12   | 20 |    |    | 15 | 10 | 12 | 10 | 79     |
| 6        | Marc Duez          | Ecosse Porsche   |    |      |    |    |    |    | 20 | 20 | 20 | 60     |
| 7        | Jens Winther       | URD              |    | 10   | 15 |    | 10 |    |    | 8  |    | 53     |
| 8        | Pasquale Barberio  | Tiga             | 10 | 15   |    |    | 15 | 12 |    |    |    | 52     |
| 9        | David Mercer       | URD Bardon       |    | 10   | 15 |    | 10 |    |    | 8  |    | 43     |
| 10       | Stanley Dickens    | Gebhardt Porsche | 20 |      |    | 20 |    |    |    |    |    | 40     |
| 11       | Martin Schanche    | Argo             | 12 |      |    | 12 |    |    |    |    | 12 | 36     |
| 12       | Maurizio Gellini   | Tiga             |    | (15) |    |    | 15 | 12 |    |    |    | 27     |
| 13=      | Frank Jelinski     | Porsche Gebhardt | 20 |      |    |    |    |    |    |    |    | 20     |
| 13=      | David Leslie       | March Ecosse     |    |      |    |    | 20 |    |    |    |    | 20     |
| 15=      | Duncan Bain        | Tiga             |    |      |    |    | 8  |    | 10 |    |    | 18     |
| 15=      | Angelo Pallavicini | URD              |    |      |    |    |    |    | 8  | 10 |    | 18     |
| 17       | Max Payne          | Gebhardt         |    |      |    |    |    |    | 15 |    |    | 15     |
| 17       | John Nicholson     | Tiga             |    | 15   |    |    |    |    |    |    |    | 15     |
| 17       | Walter Lechner     | Gebhardt         |    |      |    |    |    |    | 15 |    |    | 15     |
| 20       | Pascal Pessiot     | WM Sauber        | 2  |      | 12 |    |    |    |    |    |    | 14     |